# لئونتیس نپتیفولیا
لئونتیس نپتیفولیا (نام علمی: Leonotis nepetifolia) نام یک گونه از تیره نعناعیان است.

## نگارخانه

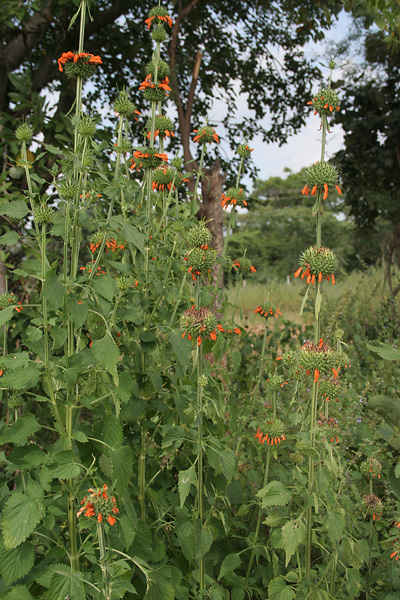
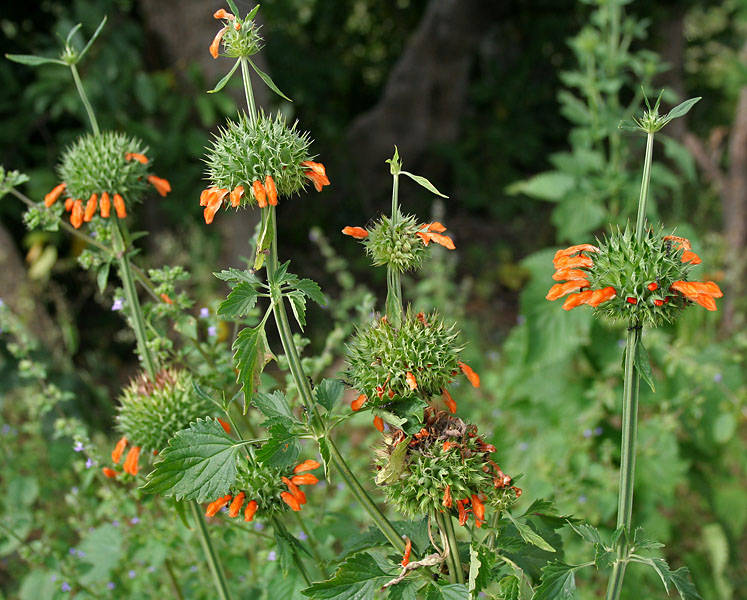
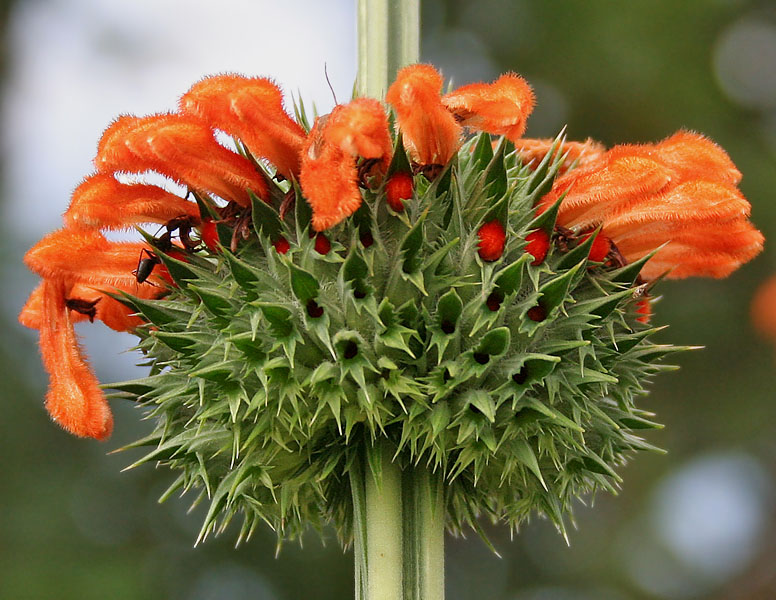
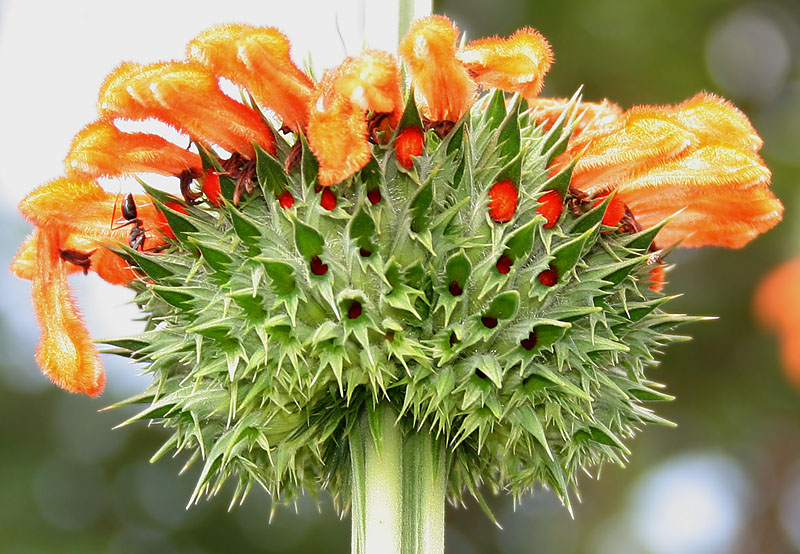
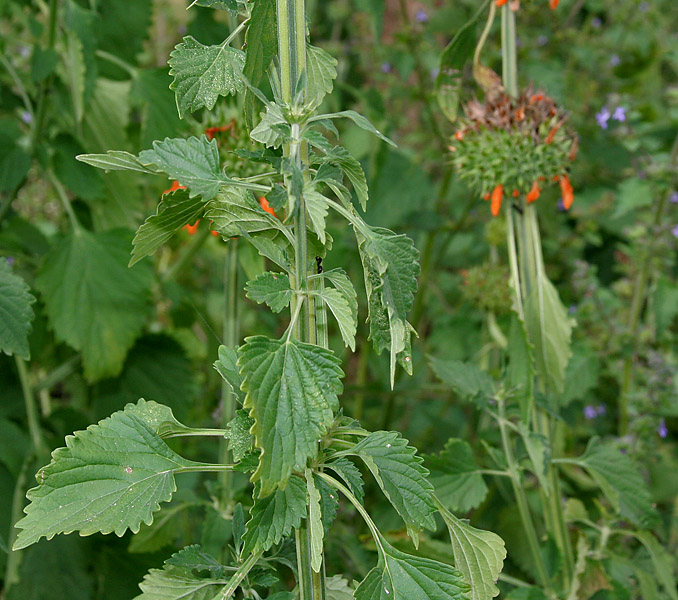
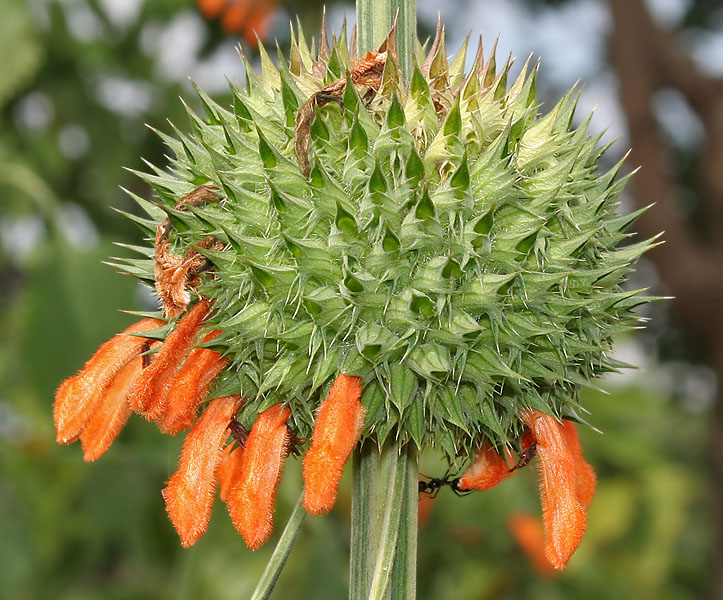
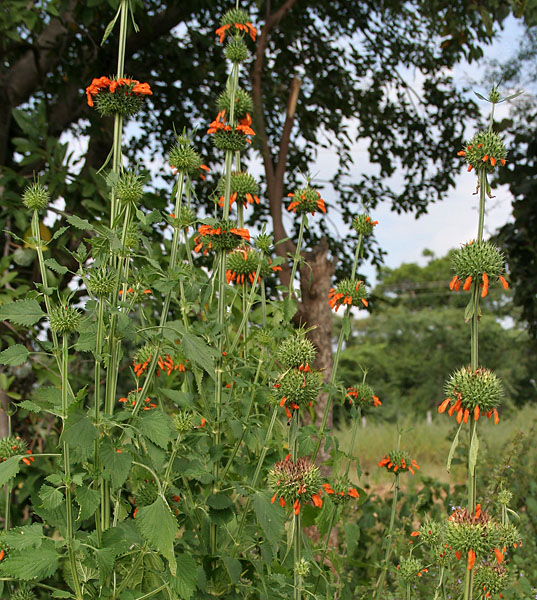
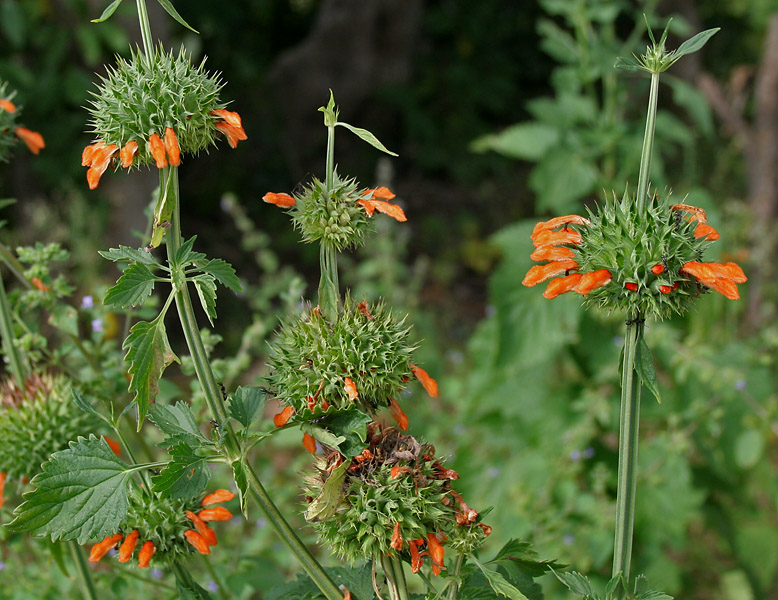
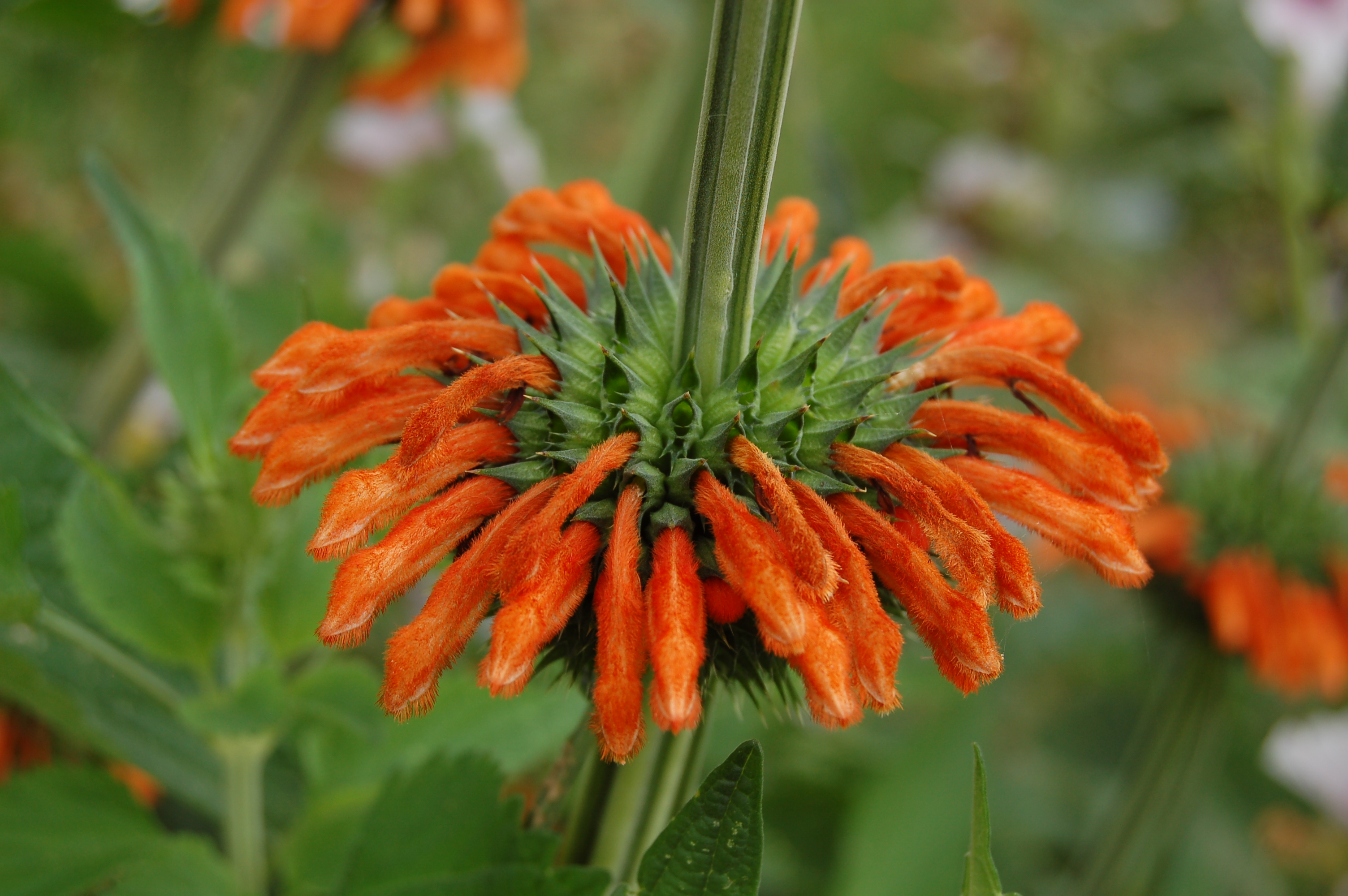